# Elliot Belgrave
Elliot Belgrave, CHB, QC (nascido a 16 de março de 1931 ), é um político barbadense e juiz reformado do Alto Tribunal de Justiça que foi Governador-geral dos Barbados de 1 de junho de 2012, tendo ocupado interinamente o cargo de 1 de novembro de 2011 a 1 de junho de 2012, devido à saída de Clifford Husbands, a 30 de junho de 2017. Belgrave é licenciado pelas universidades de Cambridge e de Londres. Foi anteriormente Director de Prossecuções Públicas (procurador-geral), tendo servido como juiz do Supremo Tribunal e do Tribunal de Apelo dos Barbados. Pertence ao Queen's Counsel e foi-lhe atribuída a ordem honorífica de Companheiro de Honra dos Barbados pela suas contribuições ao sistema legal do país.